# Abana (Kastamonu)

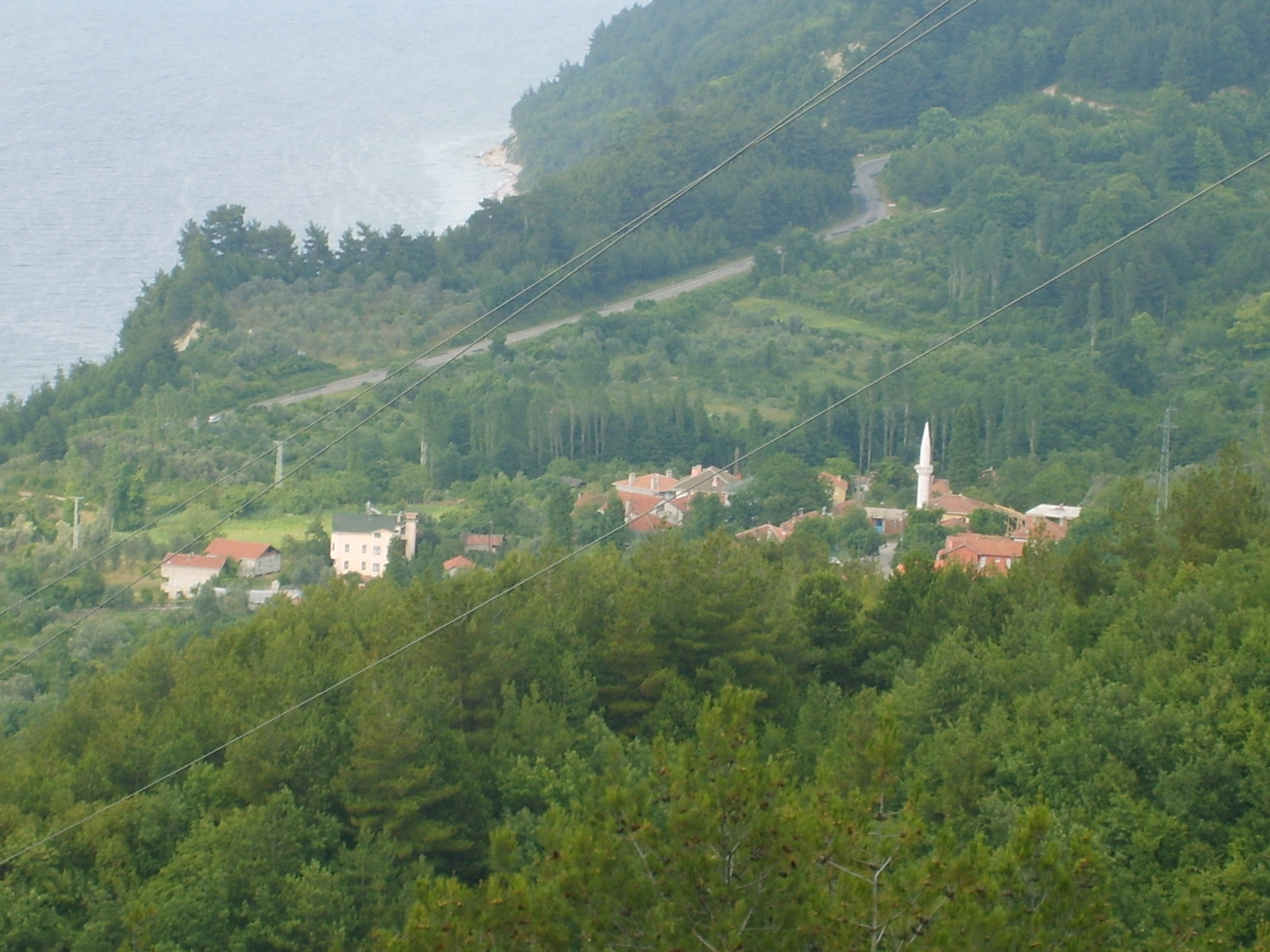
Yeşilyuva

Abana ist eine Stadt und ein Landkreis in der nordtürkischen Provinz Kastamonu. Abana liegt an der Schwarzmeerküste und am Ezine Çay, etwa 2,5 km nördlich von Bozkurt. Abana ist ein wichtiger Tourismusort der Provinz, die Einwohnerzahl steigt im Sommer bis auf 20.000 an.
Abana wurde 1968 vom nördlichen Teil des Kreises Bozkurt abgespalten und als eigener Landkreis selbständig. Er ist der kleinste Landkreis der Provinz, hat aber die höchste Bevölkerungsdichte (das Fünffache des Provinzdurchschnitts). Der Kreis liegt im Norden der Provinz und grenzt im Süden an den Kreis Bozkurt und im Osten an den Kreis Çatalzeytin. Im Norden bildet das Schwarze Meer eine natürliche Grenze.
Der Kreis besteht neben der Kreisstadt (2020: 82 % der Kreisbevölkerung) noch aus zehn Dörfern (Köy) mit durchschnittlich 73 Bewohnern. Altıkulaç ist mit 92 Einwohnern das größte und Yeşilyuva mit 46 das kleinste Dorf.